# Hans-Hubert Vogts
Hans Hubert Vogts, sovint esmentat com Berti Vogts, (pronunciació bɛɹtiː foːgts) (Büttgen, a prop de Düsseldorf, 30 de desembre, 1946) és un exfutbolista i entrenador de futbol alemany.

## Trajectòria
Començà al petit club local del VfR Büttgen el 1954 quan tenia set anys. El 1965 passà al Borussia Mönchengladbach, el seu únic equip professional, i amb el qual va viure l'època daurada del club als anys 70. Jugà 419 / 32 partits / gols de lliga i 64 / 8 de competició europea. Es retirà el 1979.
Jugà 96 partits amb la selecció absoluta alemanya, dels quals en 20 en fou capità. Formà part de la selecció que guanyà el Mundial de 1974.
Vogts ha estat també un destacat entrenador. Entrenà les categories inferiors de la selecció alemanya, fins al 1990, en què passà a dirigir l'absoluta. Guanyà l'Eurocopa 1996, deixant l'equip el 1998. Posteriorment ha entrenat el Bayer Leverkusen o les seleccions de Kuwait, Escòcia, Nigèria o Azerbaijan.